# روجر غنوان مبالا
روجر غنوان مبالا (بالفرنسية: Roger Gnoan M'Bala)‏ (مواليد سنة 1943) هو مخرج أفلام من ساحل العاج.

## مسيرته
وُلد في باسام الكبرى سنة 1943، ودرس التاريخ في باريس، والسينما في المعهد الحر للسينما الفرنسية، وبعد ذلك في السويد. بين سنتي 1968 و1978، عمل في التلفزيون الإيفواري.
في عام 1972، فاز بجائزة التانيت الفضي في أيام قرطاج السينمائية، والعديد من الجوائز الأخرى بما في ذلك جائزة مهرجان باريس الدولي للأفلام البيئية.
أصبح معروفًا بفضل فيلمه (Au nom du Christ)، حيث فاز في عام 1993 بجائزة جيوفاني في مهرجان لوكارنو السينمائي الدولي، والجائزة الأولى (ينينجا) في المهرجان الأفريقي للسينما والتلفزيون في واغادوغو.

## أعماله

### أفلام قصيرة
- 1970: كوندوم
- 1971: لابيش
- 1972: أماني
- 1974: غبوندو
- 1975: لو شابو

### أفلام طويلة
- 1984: أبلاكون
- 1988: بوكا
- 1993: Au nom du Christ
- 2000: أدانغامان
- 2009: لو بوبل نيامبوا
- 2009: لو ديبري

## روابط خارجية
- روجر غنوان مبالا على موقع IMDb (الإنجليزية)
- روجر غنوان مبالا على موقع ألو سيني (الفرنسية)
- روجر غنوان مبالا على موقع أول موفي (الإنجليزية)
- روجر غنوان مبالا على موقع قاعدة بيانات الفيلم (الإنجليزية)
- روجر غنوان مبالا على موقع كينوبويسك (الروسية)